# Ентимем
Ентимем је појам који се користи у реторици. То је силогизам (троделни дедуктивни логички аргумент) са неизреченом претпоставком која мора бити тачна како би премисе водиле до закључка. У ентимему, део аргумента недостаје јер се подразумева.

## Три дела ентимема
Следећи цитат је пример ентимема.
"Не постоји закон против компоновања музике кад неко уопште нема идеја. Музика Вагнера је, стога, савршено легална." –Марк Твен.
Три дела:
Не постоји закон против компоновања музике кад неко уопште нема идеја. (премиса)
Музика Вагнера је, стога, савршено легална. (закључак)
Вагнер нема идеја. (имплицитна премиса)

## Још примера
Пример: Сократ је смртан јер је човек.
Потпуни силогизам би гласио:
Сви људи су смртни. (велика премиса - претпостављена)
Сократ је човек. (мала премиса - изречена)
Стога, Сократ је смртан. (закључак - изречен)
Ентимем сам по себи не представља логичку грешку, али скривене премисе су често ефективан начин да се замагли сумњива или погрешна премиса у резоновању. Обично се грешке претпостављања привлаче ентимемима.

## Ентимем и хумор
Ентимем може бити хумористична техника када је скривена премиса нешта изненађујуће услед контекста, увредљивости, или апсурдности.

### Примери
„Сенаторе, служио сам са Џеком Кенедијем. Познавао сам Џека Кенедија. Џек Кенеди ми је био пријатељ. Сенаторе, ви нисте Џек Кенеди." –Лојд Бентсен Дену Квајлу, 1988. (Скривене премисе би могле бити, Џек Кенеди је био велики човек, а ви нисте велики човек.)
„Не познајем, нити сам икада срео свог кандидата; и због тог разлога сам склонији да причам добро о њему од свих осталих." –Вил Роџерс. (Скривена премиса је да кад једном неко упозна кандидата, тада неће имати толико позитивног да прича о њему.)

## Употреба у маркетингу
У рекламним кампањама фирме често не праве експлицитну везу између слика које приказују и производа које желе да продају. Не постоји логичка веза између лепе жене која лежи на хауби црвеног спортског аутомобила и вредности самог аутомобила, али фирма која производи аутомобиле имплицира премису да веза постоји. Ако би у реклами стајало, „Купи овај аутомобил, и имаћеш више сексуалног задовољења“ ову премису би било лакше одбацити.
Још један пример је тај што рекламери често приказују слике људи који уживају у њиховом производу. Они не кажу да би гледалац требало да купи производ или услугу која доноси људима такво задовољство; ово је имплицитна велика премиса.